# Lumpen und Seide
Lumpen und Seide ist ein deutscher Stummfilm aus dem Jahr 1925 von Richard Oswald. Lumpen und Seide zählt zu den wenigen Komödien, die Oswald in der Stummfilmzeit gedreht hat. 

## Handlung
Im Mittelpunkt dieser Gesellschaftssatire steht das ebenso wohlhabende wie gelangweilte Ehepaar Irene und Erik. Als Erik eines Abends in einem schicken Club die aus einfachen Verhältnissen stammende Hilde kennenlernt, sieht er für das Ehepaar darin die Chance, ihre in eingefahrenem Trott dahinsiechende Beziehung sexuell aufzupeppen und durch eine Ménage à trois  beider Eheroutine zu entkommen: Lumpen trifft auf Seide.
Doch mit Hilde haben Erik und Irene nun plötzlich auch Max am Bein. Er behauptet von sich, Hildes Verlobter zu sein und erweist sich recht schnell als ebenso verluderter wie halbseidener Windhund und Charmeur. Man fährt zur edlen Villa des Ehepaars und plant, mit allerlei experimentellen Sexkapaden seinen Spaß haben zu wollen … wenn da nicht Ulrike wäre, der familieneigene Haushaltsdrache, der unbedingt dafür sorgen will, dass es das sittenlose Quartett nicht allzu toll treibt. Schließlich erreichen Irene und Erik genau das, was sie beabsichtigten: Sie beginnen, einander neu zu entdecken und ihrer Ehe neuen Schwung zu verleihen. Darüber hinaus gelingt es ihnen, Hilde ihren verlotterten Max ausreden. Denn mit Werner, dem jüngeren Bruder Eriks, kommt ein weiteres Familienmitglied ins Spiel. Und der zeigt ein ernsthaftes Interesse an der grundgütigen Hilde.

## Produktionsnotizen
Der sechsaktige Film mit einer Länge von 2456 Metern passierte am 2. Dezember 1924 die deutsche Filmzensur und wurde am 9. Januar 1925 in Berlin im Alhambra-Kino und den Richard-Oswald-Lichtspielen uraufgeführt.
Hugo Hirsch komponierte als Titelmelodie das Lied „Shimmy“, angelehnt an den gleichnamigen Modetanz der 20er Jahre, mit einem Text von Arthur Rebner.
Regisseur Oswald lieferte die Idee zu diesem Filmstoff. Die Filmbauten stammen von Ernst Lubitschs langjährigem Filmarchitekten Kurt Richter.
In der Deulig-Woche Nr. 16, 1924 (vom 15. April 1924, 137 Meter, stumm) sind Bilder von der „Regiebesprechung beim Richard-Oswald-Film ‚Lumpen und Seide‘“ enthalten.

## Kritiken
Der Film-Kurier ging intensiv auf Oswalds erste Inszenierung nach dem Ende seiner Monumentalfilmphase 1921 bis 1924 (Lady Hamilton, Lucrezia Borgia, Carlos und Elisabeth) ein und lobte diese: „Hier griff einmal eine ungeduldige und in ihrer Naivität unglaublich kühne Theaterhand fest zu. Hier pfiff einmal ein geborener Filmmann wirklich so, wie ihm der Schnabel gewachsen war – Cynismen, Sentimentalitäten, Schnoddrigkeiten, Witze und Witzchen, oft blendende, manchmal mittelmäßige, manchmal bloß unanständige, aber durch all das blitzte ein Humor des wirklichen Lebens, ein harter Blick für Lebenstatsachen, ein mitleidiger Blick für Lebensresignationen – –. In dieser Linie setzt der neue Film Oswalds wieder ein – nach einem mehrjährigen Intermezzo mit historischen Großfilmen. Es ist inzwischen alles etwas gemäßigter geworden, weniger unbefangen, weniger frech-kühn, weniger umschmeißend; das Motto ‚Pour épater le bourgeois‘ könnte nicht mehr darüber stehen – aber dafür beginnen neue Keime zu sprossen: die Finessen der neuen Einstellungs- und Spielregie, des ‚Erotikon‘ und der ‚Ehe im Kreise‘, haben seine Regiekunst befruchtet, es ist alles mimisch voller, eleganter und präziser disponiert, es klingt sozusagen melodiöser im Auge. Das Bloß-anekdotische seiner Schauspielerregie (das allerdings blendend war) sucht Wege und Möglichkeiten, mit dem Bildrhythmischen, Bildmusikalischen der neueren Regietendenzen zusammenzuwachsen. Hier schwankt Oswald manchmal noch; aber in den langen, durchgearbeiteten Spielszenen ist es oft vollendet gelungen. Das Manuskript – von Heinz Goldberg und Adolf Lantz – ist sehr gut auf diese innere Situation abgepaßt.“
Uta Berg-Ganschow schrieb in der Reihe CineGraph Buch: „Ein ganz und gar durchschnittlicher Film, gedreht für den alltäglichen Kinobedarf. Alltagsstoff, der vergessen ist. Ein routinierter Regisseur, routinierte Schauspieler, die Fabel ein nichtiger Anlaß. Zu sehen ist, was dabei dennoch Spaß gemacht hat, Kabinettstückchen der Schauspieler, der Ausstatter. (…) Richard Oswald interessiert sich gleichmäßig für Lumpenball und Seidendraperien, für das derbe Vergnügen wie für die pubertär anmutenden Tändeleien der Reichen. Die Regie springt behende zwischen beiden Schauplätzen hin und her, inszeniert oft frontale Auftritte, entwickelt Interesse an Ausstattungsdetails besonders der Requisiten des Reichtums, identifiziert sich mit den im jeweiligen Milieu Deplacierten. Pointen im Spiel der Darsteller werden nicht durch Kamera oder Montage gesetzt. Oswald inszeniert, indem er den Stoff zusammen mit seinen Schauspielern illustriert, er mag sie kräftig, deutlich, baut nicht so sehr auf Überraschungs- als auf Wiedererkennungseffekte bei seinem Publikum.“
„Oswald inszeniert eine derbe erotische Komödie als Sittenfilm, aber den mit einem Augenzwinkern. Der schnell heruntergekurbelte Film hat wenig Finessen, lebt ganz von der burlesken Situation und den Darstellern.“